# La mujer en el espejo
La Mujer en el Espejo é uma telenovela americana-colombiana produzida pela Telemundo em parceria com a RTI e exibida em 2004.
Se trata de um remake da novela homônima produzida em 1997 pela Caracol Televisión.
Foi protagonizada por Paola Rey e Juan Alfonso Baptista e antagonizada por Gabriela Vergara,  Paulo Quevedo, Rossana Fernández Maldonado e Raúl Gutiérrez.

## Sinopse
Juliana Soler (Paola Rey) é uma joven sensível, terna, muito inteligente, mas em atrativos físicos. Sua mãe, Regina Soler (Kristina Lilley), ex-modelo de nome e obssesiva com a beleza física, faz Juliana se sentir feia desde criança, mas Juliana não se importa com sua aparência e apesar de tudo, Juliana adora a sua mãe sobre todas as coisas.
Sua Tia Mercedes (Gloria Gómez), sempre foi seu apoio, e sempre a defendeu dos insultos e críticas de sua mãe. Com sua tia Juliana aprendeu a preparar todos os tipos de remédios e porções com ervas. Sua tia guarda um grande segreto, um espelho preparado por ela mesma para Juliana, mas ela diz a Juliana que ela só pode ver esse espelho na hora certa. Mercedes morre alguns anos depois aparece para Juliana num momento em que Juliana está desesperada e desamparada.
Com esse espelho, Juliana realiza seu maior desejo de se tornar outra mulher. Graças a um feitço, ela se transforma em Maritza Ferrer, uma linda mulher. Mas o feitiço não dura sempre, só durante o dia, a noite ela volta a ser a mesma mulher de sempre. Mas Juliana não pode se olhar no espelho quando estiver como Maritza, pois refletiria quem ela é de verdade.
Como Juliana, ela conhece Marcos Mutti (Juan Alfonso Baptista), filho adotivo de Gabriel Mutti (Javier Gómez), dono da maior marca de cosméticos do país, mas será como Maritza, uma engenheira química que ela consegue o emprego na empresa de cosméticos. Assim, Marcos se apaixona por Maritza e se torna grande amigo e confidente de Juliana, sem suspeitar que se trata da mesma mulher.
Mas Juliana não sabe que ela é a verdadeira filha de Gabriel Mutti, e única herdera de seus bens. Há alguns anos atrás, Gabriel e Regina tiveram um relacionamento, que terminou de repente, no qual Regina acabou engravidando. Regina, com vergonha da aparência de sua filha, sempre escndeu, pois não quer que o grande amor de sua vida descubra que tem uma filha tão feia.
O relacionamento de Marcos e Maritza, passa por várias provas de medo, insegurança, rivalidade, inveja e silêncio. Juliana, por amor, renuncia seu espelho, e com ele o grande amor de sua vida. Bárbara Montesinos (Gabriela Vergara), a fria e impiedosa esposa de Gabriel Mutti descobre o segreto de Juliana, graças a Odemari Gonzalez Dupot. Depois de sobreviver a um incêndio e ter perdido sua beleza, decide roubar o espelho e se transformar na nova Maritza Ferrer, para recuperar seu marido e a empresa Mutti.
Juliana, para proteger Marcos, decide enfrentar seus medos e conta toda a verdade sobre o espelho, como o enganou para conseguir seu amor, e que sua atual Maritza Ferrer é nada menos que sua malvada e desfigurada madrastra, e que ele pode comprovar vendo seu reflexo no espelho.
Marcos, agora tem que decidir o que fazer, pois por um lado ele quer Juliana por causa de suas mentiras, algo que ele não pode suportar nem perdoar, mas por outro lado, essa é a única mulher que o fez amar de verdade, e descobrir que a verdadeira beleza do amor está dentro das pessoas. Logo, Marcos e cia percebem quem era realmente aquela Matitza.
Marcos se apaixona verdadeiramente por Juliana, mas Barbara volta (com outra aparência, agora Vanessa) e manda Romero matar Juliana, mas quem acaba lenvando os tiros é Marcos. Depois de aungústias e tristezas, tudo fica bem. Barbara morre envenenada por Romero que sempre foi apaixonado por ela. Mercedes aparece para Juliana e concede a beleza para ela, Juliana se casa com Marcos e 3 anos depois tem filhos.

## Elenco
- Paola Rey... Juliana Soler/Maritza Ferrer
- Juan Alfonso Baptista... Marcos Mutti
- Gabriela Vergara... Bárbara Montesinos de Mutti
- Kristina Lilley... Regina Soler
- Javier Gómez... Gabriel Mutti
- Natasha Klauss... Luzmila Arrebato
- Victoria Gongora... Cristina
- Sandra Beltrán... Antonia Mutti
- Rossana Fernández Maldonado... Xiomara Carvajal
- Paulo Quevedo... Alberto Gutiérrez
- Gloria Gómez...Tía Mercedes
- Andrés Felipe Martínez... Francisco Paco Tapía
- Catherine Lozano... Odemari González de Dupot
- Raúl Gutiérrez... Cayetano Romero
- Sebastián Boscán... Pedro Barajas
- Pedro Moreno... Nino Arrebato
- Alfredo Ahnert... Charlie
- Natalia Bedoya... Ginger
- Leoneila González... Chela
- Víctor Rodríguez... Juanco
- Marcelo Buquet... Juan Tobías Fonsenca
- Julio del Mar... Néstor Fonseca
- Didier Van Der Hove... Detective Javier Rosales
- María Adelaida Puerta... Altamira
- Olga Salgado... Altagracia
- Pedro Roda... Armando
- Andre Villareal... Sra.De Castañeda
- José Julián Gaviria... Nachito
- Xilena Aycardí... Bárbara Montesinos de Mutti (Queimada)
- Inés Prieto... Ayuda a Pedro
- Víctor Kruper... Matón de Pedro

## Curiosidades
- La Mujer en el Espejo foi produzida focando o público internacional, dos EUA diga-se de passagem.
- A maquiagem para transformar Paola Rey em Juliana demorava 2 horas para ser feita.
- Juliana, nesta versão consegue realizar seu seu de ser bonita graças a um feitiço, na original a personagem que se chama Amanda consegue fazendo um pacto com o diabo.[2]
- Várias coisas foram modificadas da versão original: Quando a protagonista se transformava era outra atriz, e tudo que a protagonista faz é para conseguir se vingar.
- Ao contrário de que muita gente pensa não foi baseado na telenovela Betty, a Feia.
- Jorge Enrique Abello, o protagonista de "Yo soy Betty, la fea" participou da novela original de 1997.
- Os Protagonistas foram escolhidos no embalo do sucesso de Passión de Gavilanes, que foi um grande sucesso da Telemundo.